# Wolfgang Jacob Dümler
Wolfgang Jacob Dümler, auch Wolf, Jakob, Dümmler (* 21. April 1610 in Nürnberg; † 25. Januar 1676 ebenda) war ein deutscher evangelisch-lutherischer Geistlicher und Autor.

## Leben
Dümler war der Sohn eines Nürnberger Zimmermanns. Er studierte Evangelische Theologie an der Universität Altdorf und wurde hier im Dezember 1632 Magister. Im Winter 1632/33 war er als Vikar Mittags-Prediger am Heilig-Kreuz-Pilgerspital. 1633 reiste er zu weiteren Studien nach Tübingen und Straßburg. Am 28. August wurde er nahe Tübingen Opfer eines Überfalls und an Kopf, Hals, Arm und Händen verwundet. An den Folgen dieser Verletzungen hatte er sein Leben lang zu leiden. Nach einer Kur und einer Untersuchung in Nürnberg wurde ihm gestattet, das Studium fortzusetzen, und er ging noch einmal nach Straßburg. Ostern 1634 kehrte er über Heidelberg, Mainz und Frankfurt am Main nach Nürnberg zurück. Er erhielt eine Berufung zum Diaconus (2. Pfarrer) an St. Egidien.

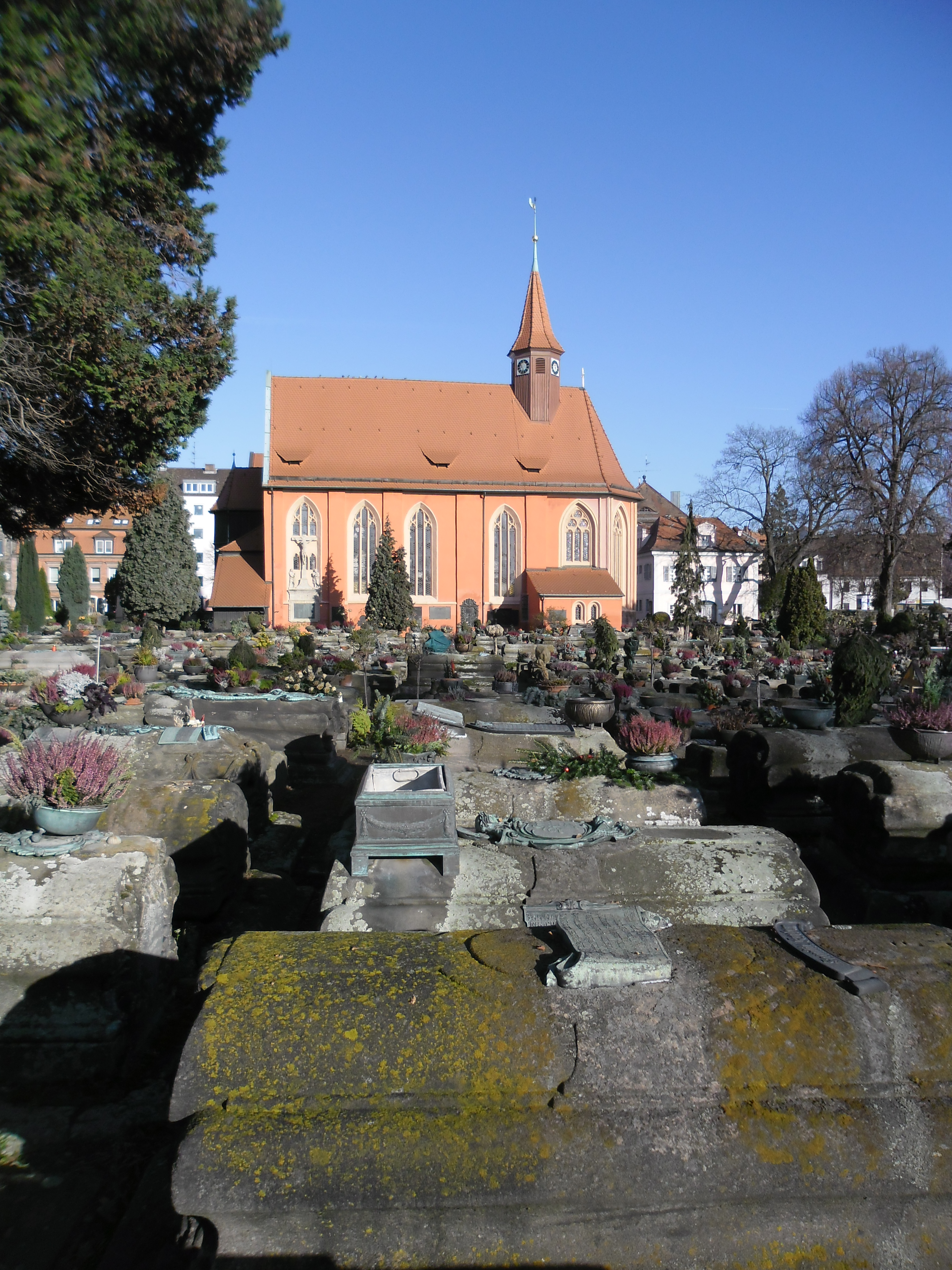
Johanniskirche und Johannisfriedhof (2013)

1636 wurde er Pfarrer der Johanniskirche auf dem Johannisfriedhof, damals noch vor der Stadt gelegen. Hier blieb er bis an sein Lebensende. Er entwickelte eine reiche seelsorgerliche Tätigkeit auf dem 1644 erweiterten Friedhof. Weitere Predigtaufträge hatte er an Heilig Kreuz und an St. Sebastian bis zur Schließung 1646.
Daneben setzte er sich für Gartenbau und Obstbaumzucht und -Veredelung (Peltzkunst) ein, die durch den Dreißigjährigen Krieg sehr gelitten hatten.
Ab 1635 war er verheiratet mit Magdalena, geborene Halbmeyer († 1673), einer Tochter des Druckers und Buchhändlers Simon Halbmeyer. Von den zwölf Kindern des Paares überlebten lediglich vier den Vater.
Er wurde auf dem Johannisfriedhof begraben.

## Werke
Neben einer großen Zahl an Leichenpredigten veröffentlichte Dümler:
- Obsgarten/ Das ist: Eine kurtze/ jedoch deutliche Anweisung zur Baumgärtnerei und Peltzkunst/ welcher Gestalt Fruchtbringende Baumgärten angerichtet und bäulich erhalten werden können. Nürnberg 1651
- Erneurter und vermehrter Baum- und Obstgarten/ Nemlich: Eine kurtze/ jedoch deutliche Anweisung zur Baumgärtnerey und Peltzkunst/ vermittelst welcher fruchtbringende Baumgärten angerichtet und bäulich erhalten werden können. Nürnberg: Endter 1661; 1664

Digitalisat der Ausgabe 1651, Herzog August Bibliothek
Digitalisat der Ausgabe 1664, Bayerische Staatsbibliothek